# EAB Group

EAB Group ou Elite Alfred Berg est un groupe d'entreprises de services financiers dont le siège est à Helsinki en Finlande.

## Présentation
Le groupe vend des services d'épargne, d'investissement et de gestion d'actifs aux particuliers, aux entreprises et aux professionnels 
Le nom marketing du groupe est Elite Alfred Berg.

## Filiales
En 2017, les filiales du groupe sont:
- EAB Group Oyj
- EAB Palvelu Oy
- EAB Rahastoyhtiö Oy
- EAB Varainhoito Oy
- Elite Palkitsemispalvelut Oy
- Elite Rahoitus Oy [3]
- Elite Sijoitus Oy
- Elite Vakuutuspalvelu Oy
- Auta Invest Oy
- OX Finance Oy
- SAV-Rahoitus Oyj
- Smart Money Oy
- Thermo Power Finland Oy
- TL Trade Oy

## Actionnaires
Au 29 février 2020, le plus importants actionnaires de Aspocomp sont:
| #  | Actionnaire                     | Actions    | %     |
| -- | ------------------------------- | ---------- | ----- |
| 1  | BNP Paribas                     | 2 440 222  | 17,63 |
| 2  | Juurakko Kari Antero            | 2 190 010  | 15,82 |
| 3  | Umo Invest Oy                   | 1 389 921  | 10,04 |
| 4  | Nieminen Janne Pentti Antero    | 1 112 031  | 8,03  |
| 5  | Kaaria Jouni Sami Olavi         | 1 067 611  | 7,71  |
| 6  | Gösta Serlachiuksen Taidesäätiö | 857 200    | 6,19  |
| 7  | Pasternack Daniel               | 768 103    | 5,55  |
| 8  | Niemi Rami Toivo                | 487 820    | 3,52  |
| 9  | Kiikka Hannu Ilmari             | 484 182    | 3,50  |
| 10 | Sijoitusyhtiö Jenna & Juliet Oy | 300 000    | 2,17  |
| 10 | Total [1-10]                    | 11 097 100 | 80,16 |